# Villa di Agnano

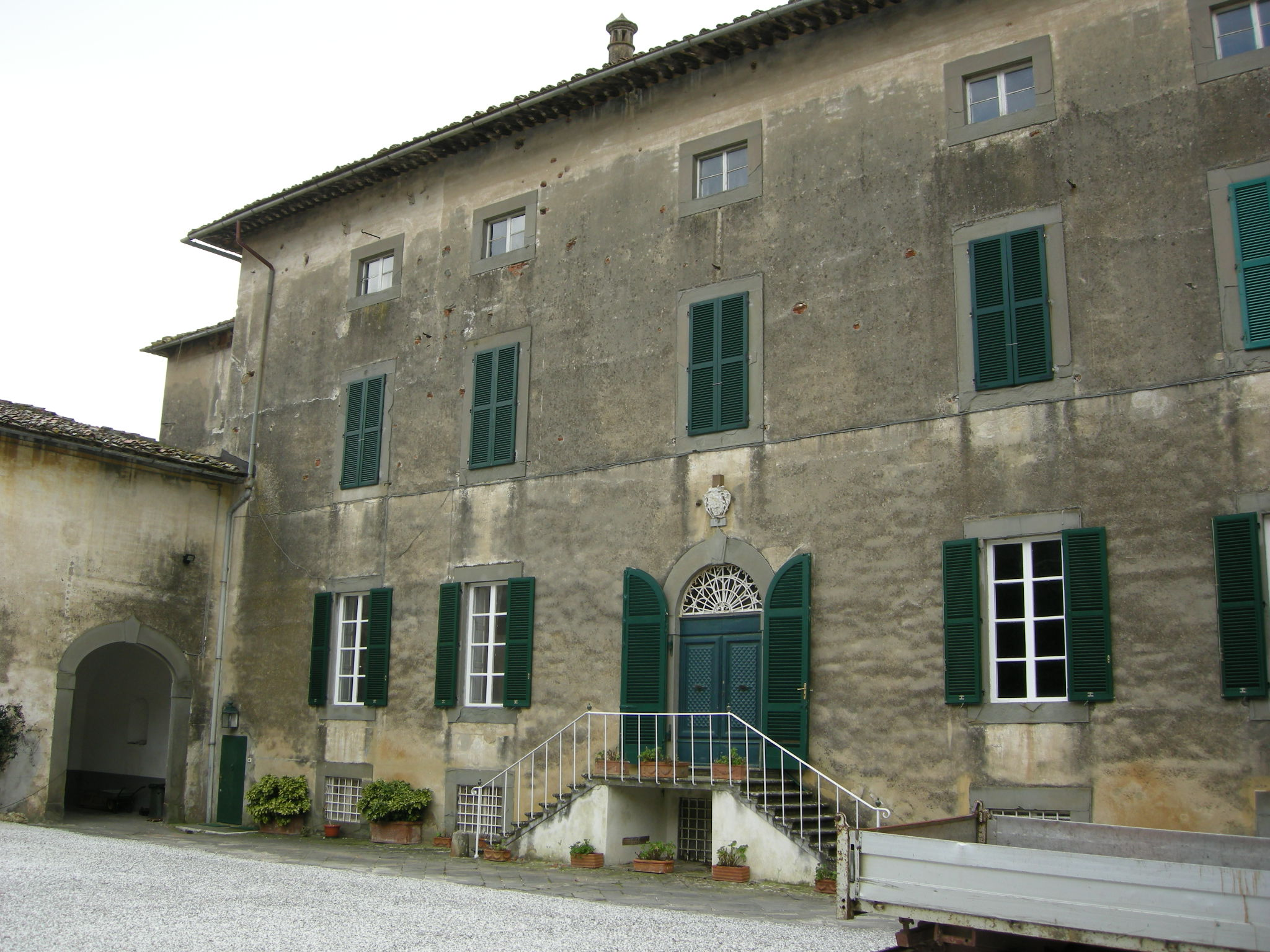
La controfacciata sul cortile

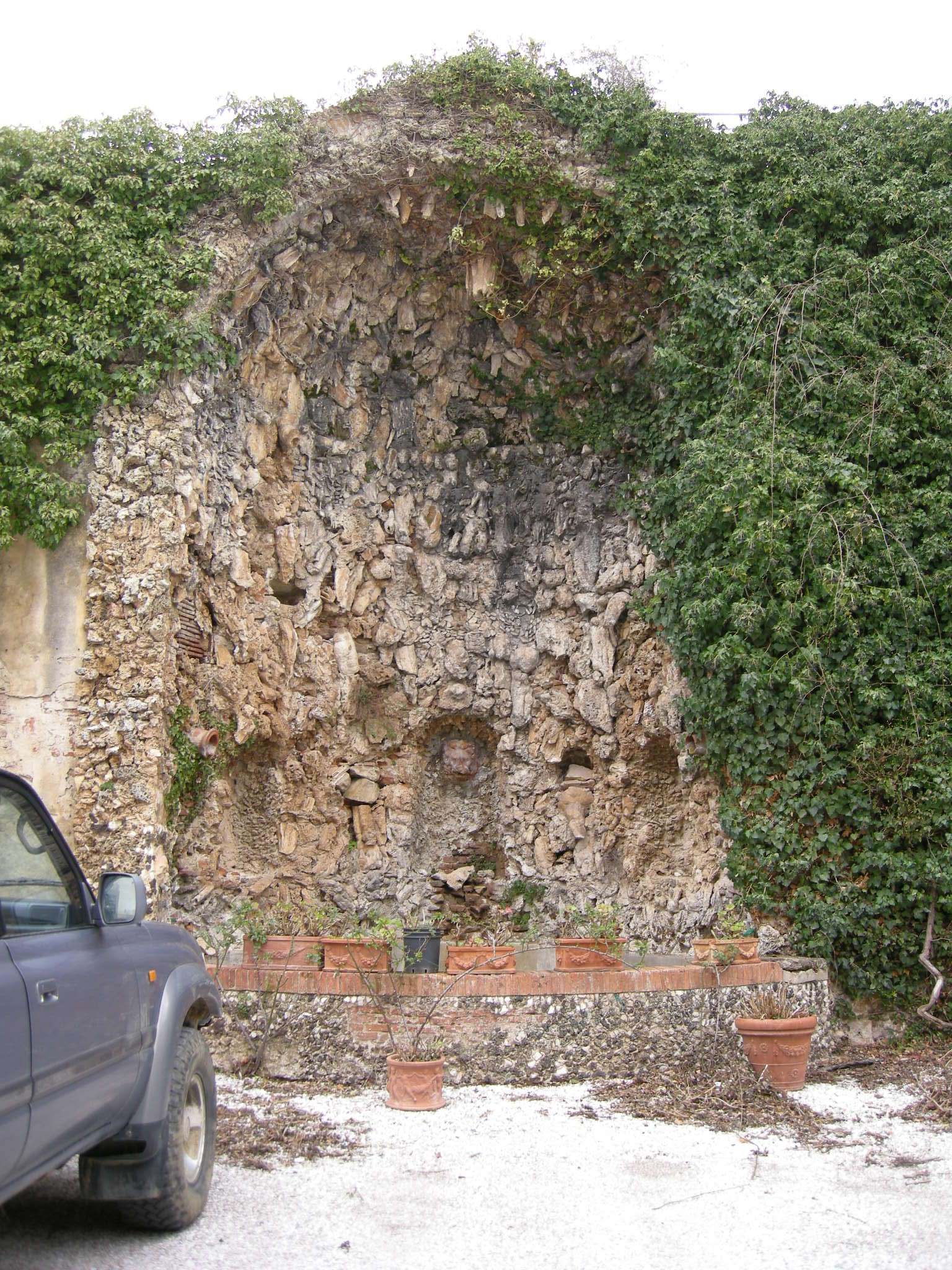
La grotta artificiale

La Villa di Agnano, o Villa Tadini Buoninsegni, è un edificio situato ad Agnano, frazione del comune di San Giuliano Terme, in provincia di Pisa. L'indirizzo è via 25 Aprile 34.

## Storia e descrizione
Questa villa, molto periferica rispetto a Firenze, fu fatta costruire da Lorenzo il Magnifico dopo il 1486 come casino di caccia e luogo per incontri eruditi,  in una posizione strategica sia perché posta ai piedi del Monte Pisano, sia per l'amenità e la ricchezza di vegetazione e di acque, che la rendevano un luogo ideale per la villeggiatura e la caccia. Il terreno gli era stato infatti concesso in enfiteusi dai cavalieri ospitalieri di Altopascio nel 1486, assieme alla tenuta di Spedaletto vicino a Volterra.
In precedenza il terreno apparteneva ai frati olivetani ed era per lo più paludoso, quindi Lorenzo fece procedere a un lavoro di bonifica. Nel 1489 la villa doveva essere già a buon punto, come ci riporta una descrizione antica che elenca cortili con logge, orti vivai, oltre alle colombaie e pollai connessi alle attività rurali.
Alla morte di Lorenzo (1492) non era ancora conclusa, ma sicuramente già abitabile, visto che nel 1491 Lorenzo vi abitò a più riprese.
Passata a suo figlio Piero, risale a quell'epoca un rilievo e una descrizione che ci rivelano l'aspetto antico della villa: dotata di facciata e praticamente dalla pianta simmetrica, sul davanti ospitava le sale padronali, mentre il retro era occupato da ambienti ad uso della fattoria. Infine sul retro si apriva una loggia davanti alla quale sorgeva un giardino murato, diviso in quattro spazi geometrici prospicienti a una grande vasca-vivaio.
Dopo la cacciata di Piero da Firenze (1498) fu venduta da costui assieme alla tenuta di Spedaletto al cognato Franceschetto Cybo, che la trasmise al figlio Innocenzo Cybo, cardinale (1519). Agli inizi del Cinquecento venne ristrutturata: secondo un disegno attribuito a Giovan Battista da Sangallo la villa doveva presentare un corpo a U in stile rinascimentale, davanti al quale era presente un giardino all'italiana spartito da due assi ortogonali alberato, dotato di peschiera rettangolare.
Confluita nei possedimenti dei Cybo Malaspina, duchi di Massa, finì in seguito agli Estensi di Modena con tutto il ducato.
Con l'estinzione degli Este, passò all'arciduca Ferdinando Carlo Giuseppe d'Asburgo-Este, che la ereditò dalla madre Maria Beatrice d'Este, ultima erede dei Cybo-Malaspina. A quest'epoca ottocentesca risalgono la terrazza-belvedere, creata sul lato del giardino, e il prato romantico all'inglese, che compromise l'originaria struttura del giardino rinascimentale. Le modifiche del giardino furono opera del famoso giardiniere Maximilian Hahn, su incarico dei nuovi proprietari, i duchi d'Este, che trascorrevano periodi di villeggiatura a San Giuliano. Il parco romantico all'inglese fu caratterizzato da una folta vegetazione di tigli, cedri del Libano, acacie, magnolie, nella quale si trovavano boschetti di camelie, spiazzi erbosi e una serie intricata di vialetti sinuosi che portano alla vecchia peschiera con andamento labirintico.
Più tardi venne qui collocata la voliera ottocentesca proveniente dal giardino di Boboli a Firenze, commissionata originariamente dal re Vittorio Emanuele II.
Venduta nel 1889 a Oscar Tobler, appartiene tutt'oggi ai suoi eredi.